# Kisa kyrka
Kisa kyrka är en kyrkobyggnad i Kisa i Linköpings stift. Den är församlingskyrka i Kisa församling.

## Kyrkobyggnaden
Kisa kyrka består av rektangulärt långhus med rakslutet korparti, sakristia i norr och torn i väster. Kyrkan är vitputsad utvändigt och har stora rundbågiga fönster. Det valmade sadeltaket är kopparklätt, sakristian täcks av ett pulpettak. Tornet har en karnissvängd huv med lanternin och överst ett kors. Den kyrktupp som tidigare krönte tornet sitter numera på sakristietaket. 
Ingång till kyrkorummet sker via tornets bottenvåning. I koret en stor altartavla målad av Pehr Hörberg. Predikstol med ljudtak av Jonas Berggren på långhusets evangeliesida och i väster läktare med piporgel byggd av Olov Hammarberg. Långhusets tak är tunnvälvt och målat. Av den medeltida kyrkan från 1200- eller 1300-talet med smalare, rakslutet kor återstår långhuset. 

## Historik
Stenkyrkans äldsta delar härrör troligen från 1200-talet. Den bestod av långhus med smalare, rakslutet kor. På södra långhusväggen fanns en romansk portal.
År 1589 vitmenades kyrkan invändigt och fyra år senare även utvändigt. Vid denna tid uppsattes den första predikstolen, tillverkad av Göran snickare och målad av Gullich målare. Kyrkan fick också nya bänkar och nya fönster.
Under mitten av 1600-talet insattes nytt korfönster och en ny predikstol tillverkad av mäster Petter Bengtsson. Från Anders Andersson i Norrköping inköptes en piporgel. År 1656 omtalas en klockstapel, som dock kan vara betydligt äldre. Senare under samma århundrade byggdes läktare längs långhusets norra och västra murar. Man tog också bort de gamla ”munkstolarna” i koret och köpte in en ny altartavla. 
Kyrkan började, trots en längd av 29 alnar och en bredd av 18 och en fjärdedels aln, att av församlingen upplevas för trång och mörk. År 1754 förlängdes därför kyrkan under byggmästare Ferners ledning åt öster med 22 alnar till totalt 52 alnar och försågs med tunnvalv av trä. Samma år tillkom en ny sakristia om 16 alnars längd och 12 alnars bredd. Carl Fredric Broocman berättar att altartavlans skulpturer i nedre delen visar ”Christi swepning och smörjelse” och i övre delen ”Christum med Segerfanan, trampandes mörksens draka under sina fötter”. Till vänster om altaret avbildas Moses, symboliserande ”Lagen” och till höger Frälsaren, symboliserande ”Evangelium”. På den skulpterade predikstolen från 1664 ses Frälsarens, Sankt Jacobi, Andreæ, Johannis, Petri och Thomæ bilder, som, tillika med Prädikstolen, äro målade röda och gröna, samt med silfwer och guld utzirade. Kyrkklockorna hänger i en trästapel enligt Broocman byggd och uppsatt år 1702.
År 1772-1774 uppförde Olof Murmästare ett torn (bild) med karnisformad huv krönt av en liten lanternin. Överst placerades en tupp med inskriften:
I och med ombyggnaderna under 1750-talet fick kyrkans yttre i huvudsak det utseende den ännu har. Även interiören präglas av ombyggnaden 1754, då tunnvalvet av trä tillkom. År 1820 anskaffades en altartavla målad av Pehr Hörberg, Norrköping, och 1821 förstorades fönstren.
Bänkinredningen, ritad av arkitekten Fredrik Falkenberg, tillkom vid en genomgripande renovering 1908. Den senaste renoveringen av kyrkan genomfördes 1975.

## Inventarier
- Mässärk av gyllenduk skänkt 1611 av bonden, nämndemannen och riksdagsmannen Sven Haraldsson, Mjölsefall.
- Interiörmålningar från mitten av 1700-talet.
- Ljuskrona från 1738 förfärdigad av klockare Hedlund, Vårdnäs.
- Predikstol utförd 1762 av bildhuggare Jonas Berggren (1715-1800), Målilla, I reliefer framställs Jesu dop, Maria med Jesusbarnet och Kristus i Getsemane. Den var en gåva av änkekommendörskan Christina Fredrica Grubbe, född von Goltz (1715-1770), Föllingsö.
- Altartavla föreställande Jesu födelse och herdarnas tillbedjan, målad av Pehr Hörberg 1814 för Skärstads kyrka.
- Tavla från 1700-talet visande Gud Fader krönande Jungfru Maria.
- Antependium av gult siden, märkt med initialerna till Fredrik Wilhelm von Goltz (1681-1744), Föllingsö, och årtalet 1744.
- Mässhake av vit sidendamast med ryggbroderi i silke, märkt med initialerna till Magnus Grubbe (1709-1763), Föllingsö, och makan Christina Fredrica samt årtalet 1746; restaurerad 1938.
- Kalkkläde av mönstrad sidendamast med guldspets och försedd med blombroderi i schattér- och knutsöm samt initialerna C. F. och V. G. i vävda silverband, daterad till 1700-talets mitt; restaurerad 1939.
- Minnestavla över tonsättaren Joachim Georg Nicolas Eggert (1779-1813), uppsatt i vapenhuset 1959.
- Dopfunten av slipad kalksten är skänkt till kyrkan 1970.
- Storklockan med avbildning av Kristus och sex apostlar och bl.a. texten "Soli Deo Gloria", gjuten 1721 av Elias Arenhardt, Norrköping.
- Mellanklockan med bl.a. texten "Gudi allena ærona", gjuten 1738 av Magnus Hultman, Norrköping och omgjuten 1806.
- Lillklockan med bilder av Konung Fredrik I och drottning Ulrika Eleonora, gjuten 1739 av Magnus Hultman.

## Bildgalleri

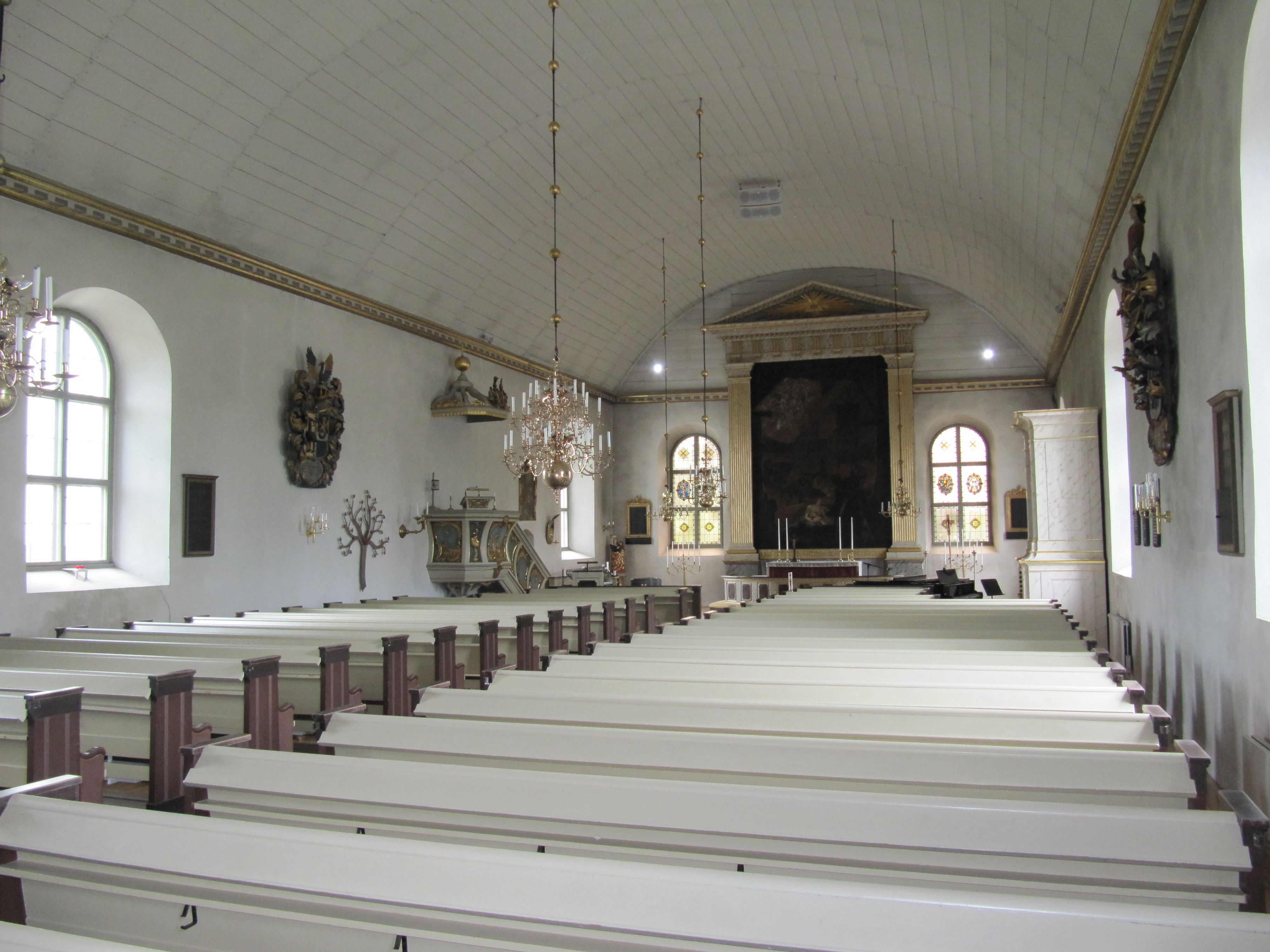
Kyrkorummet mot altartavlan, målad av Pehr Hörberg
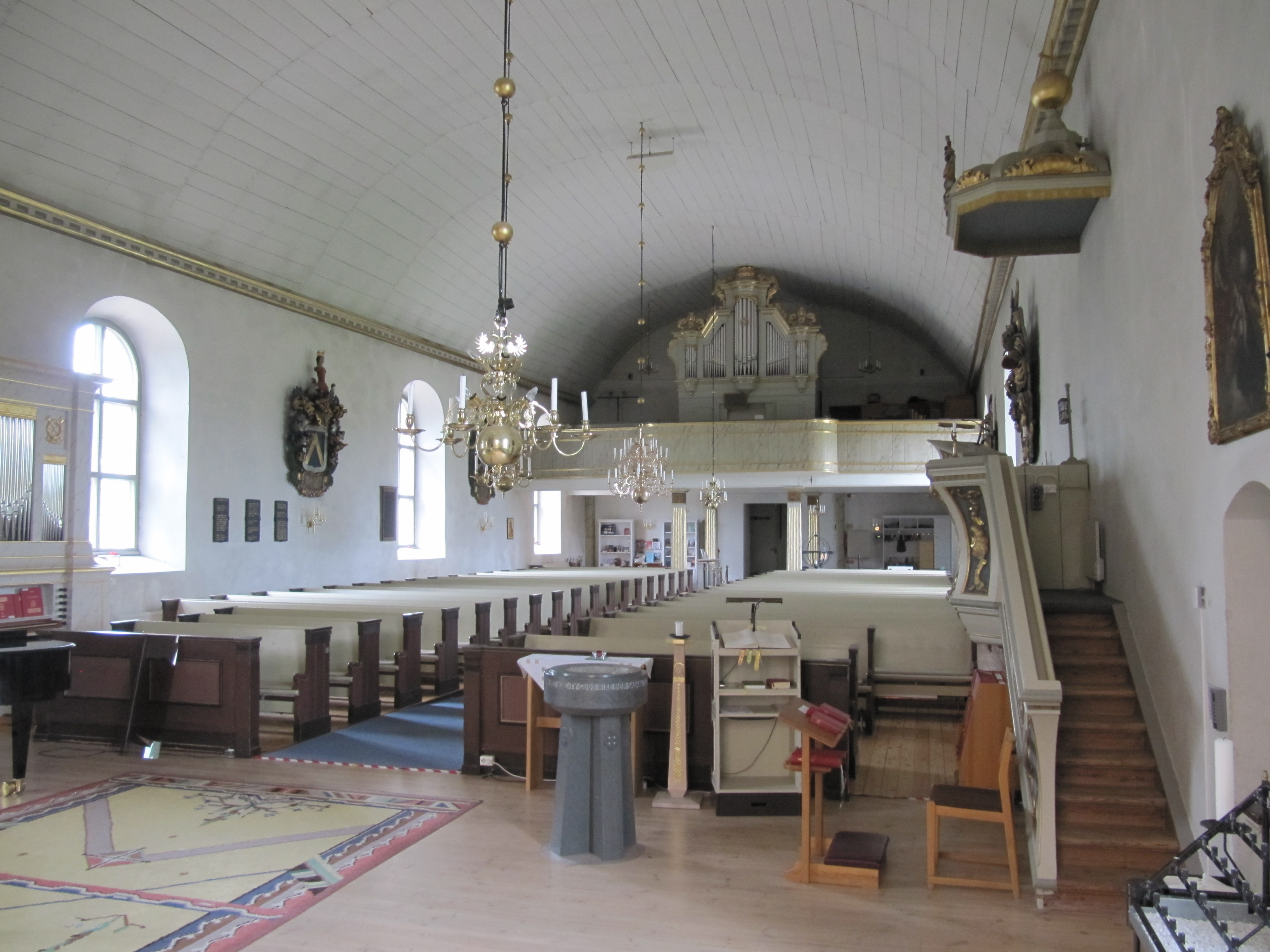
Kyrkorum mot orgelläktaren
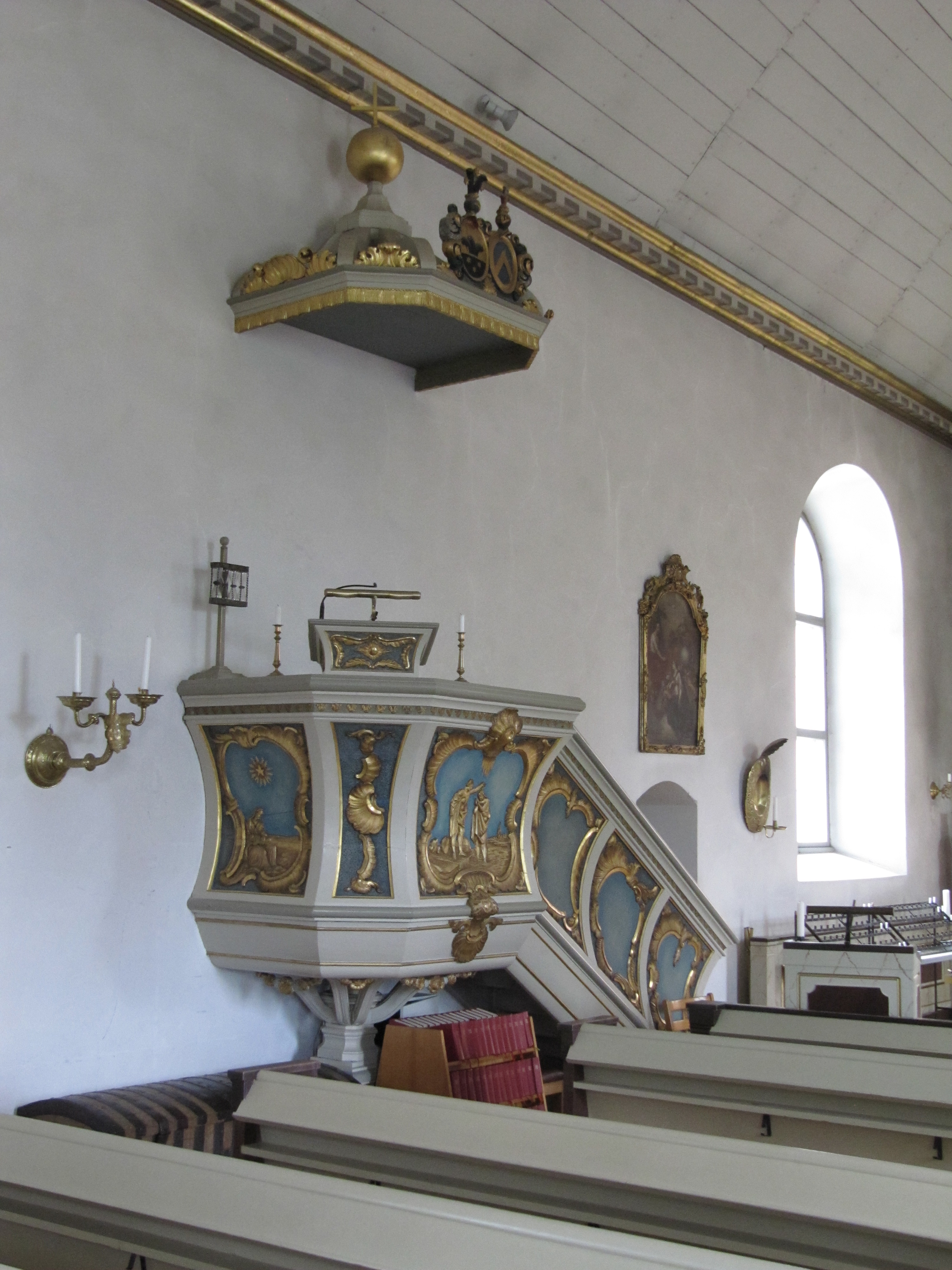
Predikstolen
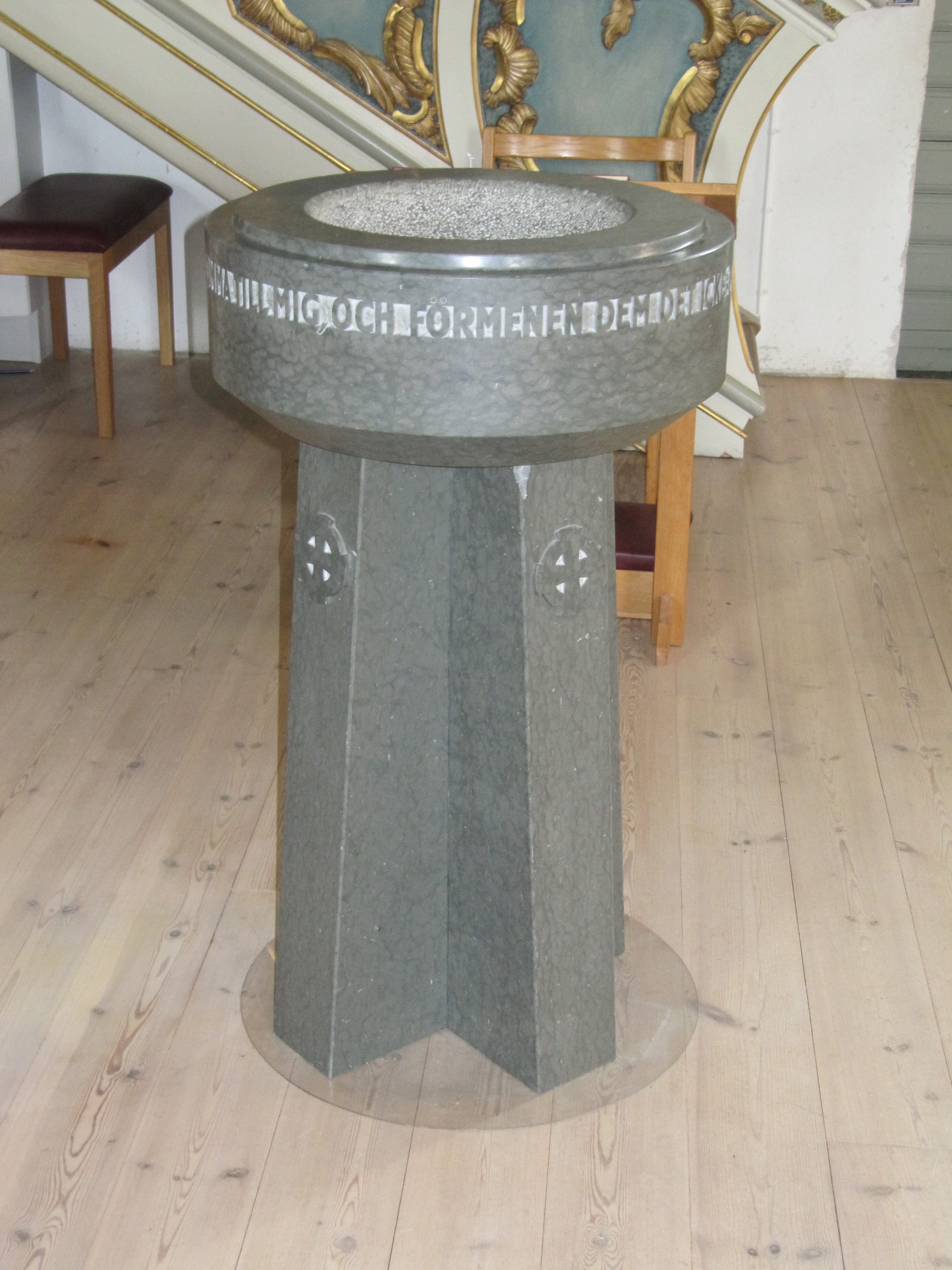
Dopfunten

## Orglar
I mitten av 1600-talet anskaffas en piporgel från Anders Andersson, Norrköping.
- Ett positiv medsäljs 1734.

### Cahmanorgeln
- 1733: Församlingen uppdrar åt sin kyrkoherde Zacharias Juringius att beställa ett orgelverk hos "orgeldirecteuren Cahman" för 1 200 daler kopparmynt och ett avtal sluts om ett 6-stämmigt orgelverk.
- 1734: Orgelbyggare Olof Hedlund, Stockholm, sätter upp det beställda cahmanverket i Kisa kyrka. Domkyrkoorganist Wallentin Kraus, Linköping, utfärdar intyg om uppsättningen.

Ursprunglig disposition (okänd, men säkerligen ursprunglig):
- 1756: Orgelverket säljs till Sunds kyrka, Östergötland.

### Wisteniusorgeln
- 1757: Jonas Wistenius, Linköping, bygger en ny orgel med 19 orgelstämmor fördelade på 1 manual och pedal. Orgeln kostar 6500 daler. Orgeln har tre bälgar.[1]

| Manual        | Pedal        |
| Gedackt 8'    | Gedackt 16'  |
| Kvintadena 8' | Principal 8' |
| Principal 4'  | Gedakt 8'    |
| Gedackt 4'    | Oktava 4'    |
| Spetsflöjt 4' | Mixtur IIII  |
| Kvinta 3'     | Trumpet 8'   |
| Oktava 2'     | Basun 16'    |
| Rauskvint 2'  | Tremulant    |
| Mixtur IIII   |              |
| Trumpet 8'    |              |
| Trumpet 4' B  |              |
| Vox virginea  |              |
| Tremulant     |              |

### Åkerman & Lundorgeln
- 1906: Firma Åkerman & Lund, Stockholm, bygger om orgeln bakom Wistenius fasad.
- 1931: Omdisponering och pneumatisering av firma M. J. & H. Lindegren, Göteborg.
- 1948: Utökning till 21 stämmor på två manualer och pedal av M. J. & H. Lindegren.

### Hammarbergorgeln
- 1975: Firma Olof Hammarberg, Göteborg, bygger en mekanisk orgel om 23 orgelstämmor fördelade på 2 manualer och pedal bakom Wistenius fasad, som lämnas stum. Orgeln är försedd med Olof Hammarbergs "special"-andrag för att förhindra clusterspel!
- 2001: Inventering av Niclas Fredriksson, Riksantikvarieämbetet: I nuvarande orgel ingår delar från Wistenius orgel, förutom fasadstrukturen, några slejfer från både manual- och pedalväderlådor och ett stort antal rörverksdelar.
- 2002: Orgelbyggare Henrik Lind, Stjärnorp, renoverar orgeln, kompletterar med två nya stämmor, ändrar 2:a manualens Principal 2' till Flöjtprincipal 2' och sätter in en cymbelstjärna. Återinvigning söndagen den 4 augusti 2002.

Disposition:
| Huvudverk C-g³  | Svällverk C-g³                        | Pedal C-f¹              | Koppel |
| Principal 8'    | Gedackt 8'                            | Plats för Principal 16' | II/I   |
| Rörflöjt 8'     | Kvintadena 8'                         | Subbas 16'              | I/P    |
| Gamba 8' (2003) | Flûte d’amour 8'                      | Principal 8' (2003)     | II/P   |
| Oktava 4’       | Flûte octaviante 4'                   | Oktava 4’               |        |
| Koppelflöjt 4'  | Flöjtprincipal 2’ (2003)              | Nachthorn 2’            |        |
| Kvinta 2 2/3’   | Piccolo 1'                            | Fagott 16’              |        |
| Oktava 2'       | Sesquialtera II chor. 2 2/3’ + 1 3/5’ | Trumpet 4’              |        |
| Mixtur V chor.  | Scharf IV chor.                       |                         |        |
| Trumpet 8’      | Zinka 8’                              |                         |        |
|                 | Tremulant                             | Cymbelstjärna (2003)    |        |

### Kororgeln

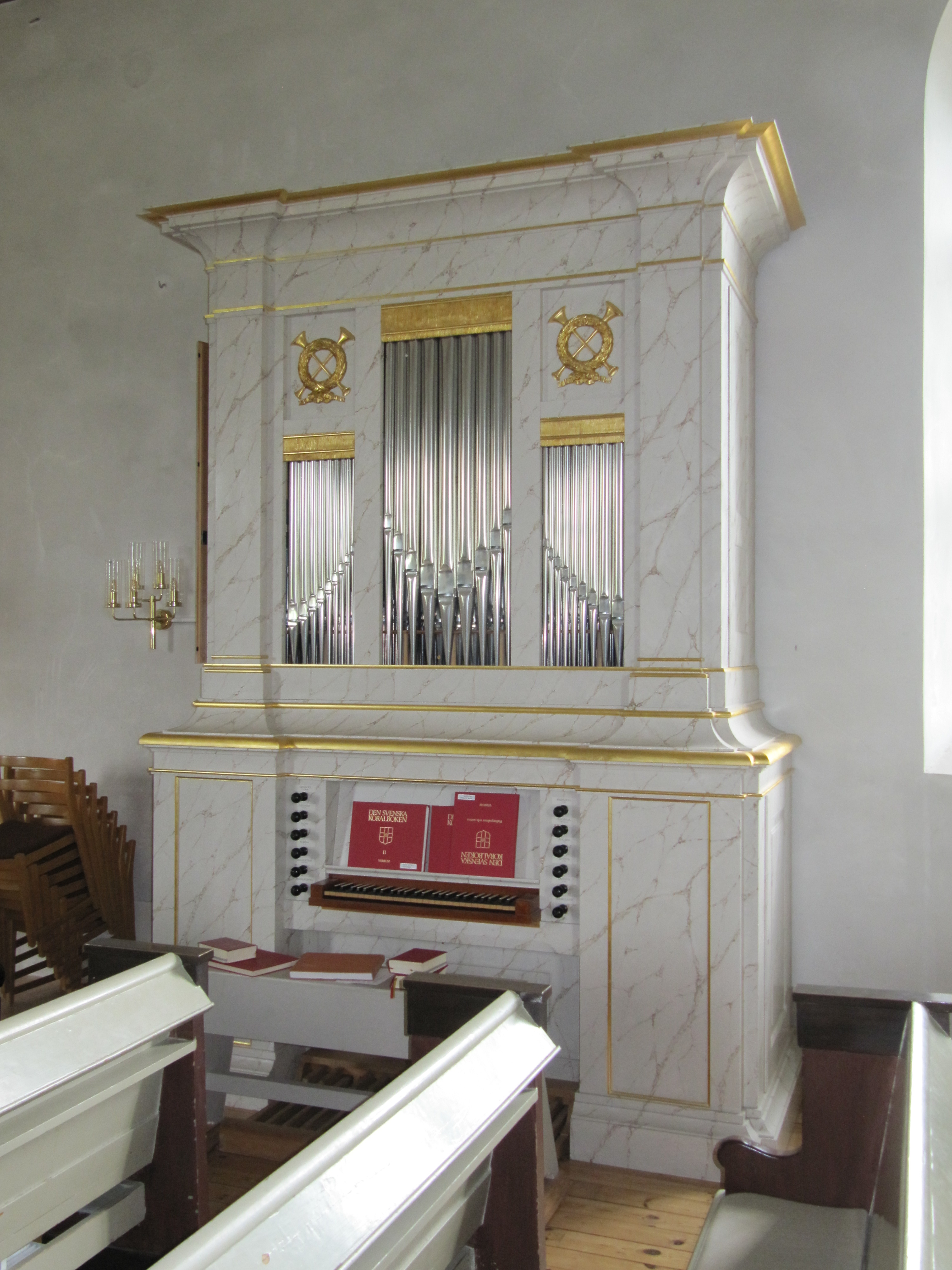
Kororgeln.

- 1986: Robert Gustavsson Orgelbyggeri AB, Härnösand, bygger en helmekanisk orgel med 1 manual och pedal. Fasaden ritad av Carl-Gustaf Lewenhaupt, Kisa.
- 1997: Orgelbyggare Sune Fondell, Ålems orgelverkstad AB, och Åke Bergenblad, Nye, kompletterar med diverse detaljer. Entreprenör 1997 är orgelbyggare Henrik Lind, Stjärnorp.

Disposition:
| Manual C-f³            | Pedal C-d¹ |
| Gedackt 8', B/D        | Subbas 16’ |
| Salzinal 8', D         |            |
| Principal 4', B/D      |            |
| Flöjt 4'               |            |
| Fugara 4'              |            |
| Qvinta 3' (eg. 2 2/3') |            |
| Octava 2'              | Koppel     |
| Tremulant              | Man./Ped.  |